# Extensión (óptica)

Conservación de la extensión de un sistema óptico

En un sistema óptico, la extensión (término procedente de la  palabra francesa étendue) es un parámetro que caracteriza cómo varía la amplitud de la difusión de un haz de luz, de acuerdo con el ángulo abarcado o la superficie iluminada. Se corresponde con el producto paramétrico de un haz en óptica gaussiana.
Desde el punto de vista de la fuente, es el resultado de multiplicar el área de la fuente por el ángulo sólido que la pupila de entrada subtiende del sistema que se divisa desde la fuente. De manera equivalente, desde el punto de vista del sistema, la extensión es igual al área de la pupila de entrada multiplicada por el ángulo sólido que la fuente subtiende según se ve desde la pupila. Estas definiciones se deben aplicar a elementos infinitesimalmente pequeños de área y ángulo sólido, que luego se deben sumar tanto en la fuente como en el diafragma, como se muestra a continuación. En términos físicos, la extensión puede considerarse como la variación del volumen abarcado por un haz de luz en el espacio.
Es un concepto importante, porque nunca disminuye en ningún sistema óptico en el que se conserve la potencia óptica. Un sistema óptico perfecto produce una imagen a partir de una fuente original idéntica a la propia fuente. La extensión está relacionada con el invariante de Lagrange y con el invariante óptico, que comparten la propiedad de ser constantes en un sistema óptico ideal. La radiancia espectral de un sistema óptico es igual a la derivada del flujo radiante con respecto a la extensión.
El término proviene del francés "étendue géométrique", que significa "extensión geométrica". Otras denominaciones para esta propiedad son aceptancia, rendimiento, comprensión lumínica, recolección de luz o poder de captación, extensión óptica, extensión geométrica y producto AΩ. Los términos rendimiento y producto AΩ se usan especialmente en radiometría y en la transferencia radiante, en donde están relacionados con el factor visual (o factor de forma). Es un concepto central en la óptica sin imagen.

## Definición

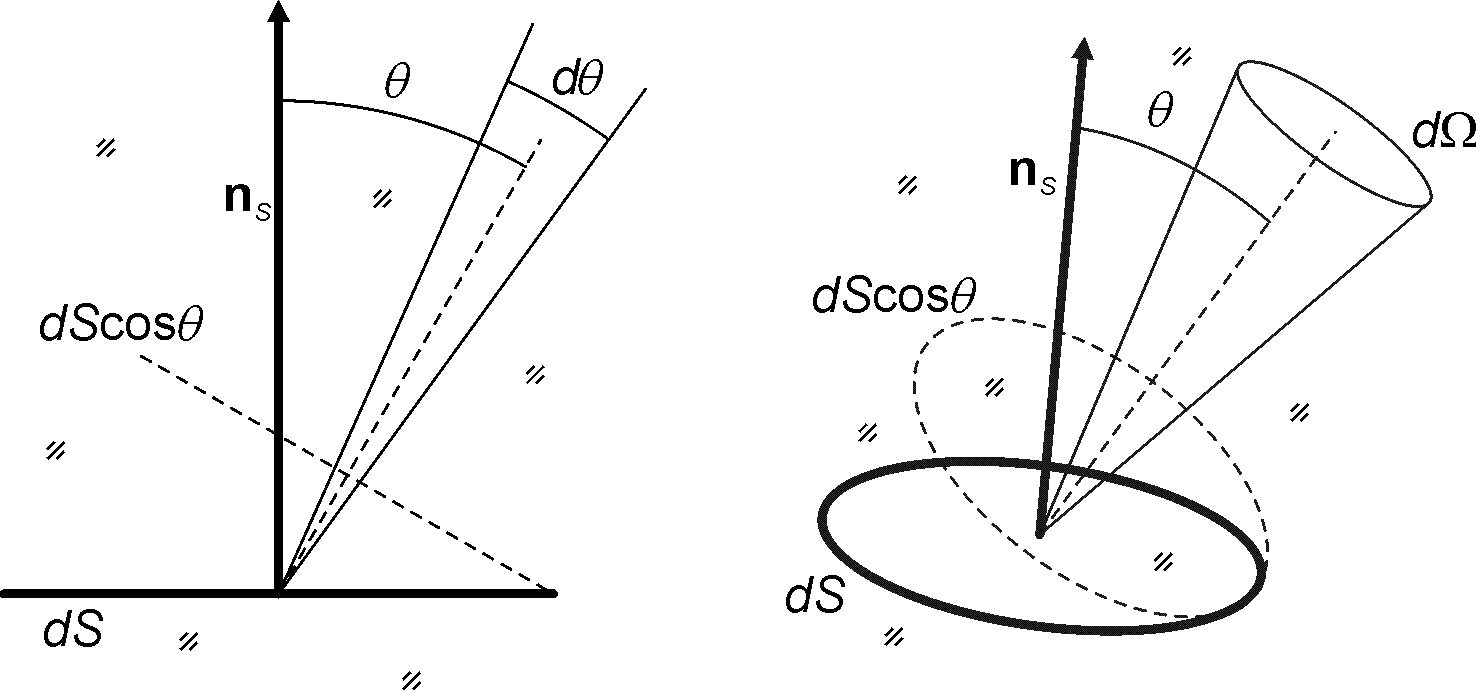
Extensión para un elemento de superficie diferencial en 2D (izquierda) y en 3D (derecha).

Un elemento de superficie infinitesimal, dS, con su normal nS está inmerso en un medio de índice de refracción n. La superficie es atravesada por (o emite) luz confinada en un ángulo sólido, dΩ, en un ángulo θ con respecto a la normal nS. El área de dS proyectada en la dirección de la propagación de la luz es dS cos θ. La extensión de este cruce de luz dS se define como
{\displaystyle \mathrm {d} G=n^{2}\,\mathrm {d} S\cos \theta \,\mathrm {d} \Omega .}
Como los ángulos, los ángulos sólidos y los índices de refracción son magnitudes adimensionales, la extensión tiene unidades de área (dadas por dS).

## Conservación de la extensión
Como se muestra a continuación, la extensión se conserva cuando la luz viaja a través del espacio libre y en refracciones o reflejos. También se conserva a medida que la luz viaja a través de sistemas ópticos donde experimenta reflexiones o refracciones perfectas. Sin embargo, si la luz llega a incidir en un material difusor, su ángulo sólido aumentaría, lo que aumentaría su extensión. La extensión puede permanecer constante o puede aumentar a medida que la luz se propaga a través de una óptica, pero no puede disminuir. Este es un resultado directo del aumento de entropía, que solo puede revertirse si se utiliza un conocimiento a priori para reconstruir un frente de onda de fase coincidente, como con la óptica no lineal.
La conservación de la extensión se puede derivar en diferentes contextos, como los principios ópticos fundamentales de la óptica hamiltoniana o del segundo principio de la termodinámica.

### En el espacio libre

Extensión en el espacio libre.

Considérese una fuente de luz Σ, y un detector de luz S, que son superficies discretas (en lugar de elementos diferenciales) y que están separados por un medio de índice de refracción n que es perfectamente transparente. Para calcular la extensión del sistema, se debe considerar la contribución de cada punto en la superficie de la fuente de luz a medida que se emiten rayos a cada punto del receptor.
De acuerdo con la definición anterior, la extensión del cruce de luz dΣ hacia dS viene dada por:
{\displaystyle \mathrm {d} G_{\Sigma }=n^{2}\,\mathrm {d} \Sigma \cos \theta _{\Sigma }\,\mathrm {d} \Omega _{\Sigma }=n^{2}\,\mathrm {d} \Sigma \cos \theta _{\Sigma }{\frac {\mathrm {d} S\cos \theta _{S}}{d^{2}}}}
donde dΩΣ es el ángulo sólido definido por el área dS en el área dΣ. Del mismo modo, la extensión del haz de luz dS que proviene de dΣ viene dada por:
{\displaystyle \mathrm {d} G_{S}=n^{2}\,\mathrm {d} S\cos \theta _{S}\,\mathrm {d} \Omega _{S}=n^{2}\,\mathrm {d} S\cos \theta _{S}{\frac {\mathrm {d} \Sigma \cos \theta _{\Sigma }}{d^{2}}},}
donde dΩS es el ángulo sólido definido por el área dΣ. Estas expresiones resultan en
{\displaystyle \mathrm {d} G_{\Sigma }=\mathrm {d} G_{S},}
demostrando que la extensión se conserva a medida que la luz se propaga en el espacio libre.
La extensión de todo el sistema es entonces:
{\displaystyle G=\int _{\Sigma }\!\int _{S}\mathrm {d} G.}
Si ambas superficies dΣ y dS están inmersas en el aire (o en el vacío), n = 1, la expresión anterior para la extensión pueden escribirse como
{\displaystyle \mathrm {d} G=\mathrm {d} \Sigma \,\cos \theta _{\Sigma }\,{\frac {\mathrm {d} S\,\cos \theta _{S}}{d^{2}}}=\pi \,\mathrm {d} \Sigma \,\left({\frac {\cos \theta _{\Sigma }\cos \theta _{S}}{\pi d^{2}}}\,\mathrm {d} S\right)=\pi \,\mathrm {d} \Sigma \,F_{\mathrm {d} \Sigma \rightarrow \mathrm {d} S},}
donde FdΣ→dS es el factor visual entre las superficies diferenciales dΣ y dS. La integración en dΣ y dS da como resultado G = πΣ FΣ→S, lo que permite obtener la extensión entre dos superficies a partir de los factores visuales entre esas superficies en distintas tablas, al igual que se detalla en libros de texto sobre la transferencia de calor.
La conservación de la extensión en el espacio libre está relacionada con el teorema de reciprocidad de factores visuales.

### En refracciones y reflexiones

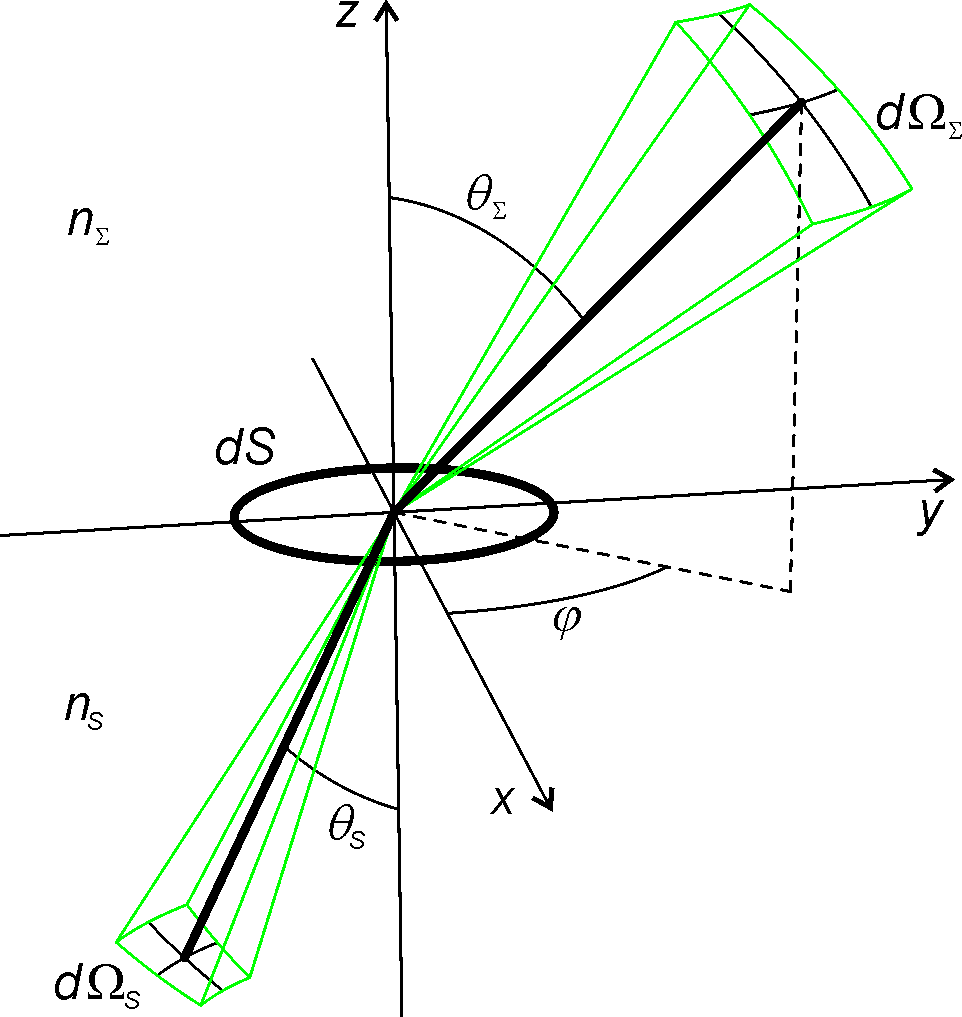
Extensión en la refracción.

La conservación de la extensión discutida anteriormente se aplica al caso de la propagación de la luz en el espacio libre, o más generalmente, en un medio en el que el índice de refracción es constante. Sin embargo, también se conserva en refracciones y reflexiones. La figura de la "extensión en la refracción" muestra una superficie infinitesimal dS en el plano xy que separa dos medios de índices de refracción nΣ y nS.
La normal a dS apunta en la dirección del eje z. La luz entrante se limita a un ángulo sólido dΩΣ y llega a dS en un ángulo θΣ respecto a la normal. La luz refractada está confinada en un ángulo sólido de dΩS y sale de dS con un ángulo θS respecto a la normal. Las direcciones de la luz entrante y refractada están contenidas en un plano que forma un ángulo φ con el eje x, que define estas direcciones en coordenadas esféricas. Con estas definiciones, la Ley de Snell de la refracción se puede escribir como
{\displaystyle n_{\Sigma }\sin \theta _{\Sigma }=n_{S}\sin \theta _{S},}
y su deducción relativa a θ
{\displaystyle n_{\Sigma }\cos \theta _{\Sigma }\,\mathrm {d} \theta _{\Sigma }=n_{S}\cos \theta _{S}\mathrm {d} \theta _{S},}
multiplicado por el otro resultado en
{\displaystyle n_{\Sigma }^{2}\cos \theta _{\Sigma }\!\left(\sin \theta _{\Sigma }\,\mathrm {d} \theta _{\Sigma }\,\mathrm {d} \varphi \right)=n_{S}^{2}\cos \theta _{S}\!\left(\sin \theta _{S}\,\mathrm {d} \theta _{S}\,\mathrm {d} \varphi \right),}
donde ambos lados de la ecuación también se multiplicaron por dφ, lo que no cambia con la refracción. Esta expresión ahora se puede escribir como
{\displaystyle n_{\Sigma }^{2}\cos \theta _{\Sigma }\,\mathrm {d} \Omega _{\Sigma }=n_{S}^{2}\cos \theta _{S}\,\mathrm {d} \Omega _{S},}
y multiplicando ambos lados por dS se obtiene
{\displaystyle n_{\Sigma }^{2}\,\mathrm {d} S\cos \theta _{\Sigma }\,\mathrm {d} \Omega _{\Sigma }=n_{S}^{2}\,\mathrm {d} S\cos \theta _{S}\,\mathrm {d} \Omega _{S}}
es decir
{\displaystyle \mathrm {d} G_{\Sigma }=\mathrm {d} G_{S},}
mostrando que la extensión de la luz refractada en dS se conserva. El mismo resultado también es válido para el caso de una reflexión en una superficie dS, en cuyo caso nΣ = nS y θΣ =θS.

## Conservación del resplandor básico
La radiancia espectral de una superficie está relacionado con la extensión por:
{\displaystyle L_{\mathrm {e} ,\Omega }=n^{2}{\frac {\partial \Phi _{\mathrm {e} }}{\partial G}},}
donde
- n es el índice de refracción en el que se sumerge esa superficie;
- G es la extensión del haz de luz.

A medida que la luz viaja a través de un sistema óptico ideal, tanto la extensión como el flujo radiante se conservan. Por lo tanto, la radiancia básica se define como:
{\displaystyle L_{\mathrm {e} ,\Omega }^{*}={\frac {L_{\mathrm {e} ,\Omega }}{n^{2}}}}
que también se conserva. En sistemas reales, la extensión puede aumentar (por ejemplo, debido a la dispersión) o el flujo radiante puede disminuir (por ejemplo, debido a la absorción) y, por lo tanto, la radiancia básica puede disminuir. Sin embargo, la extensión puede no disminuir y el flujo radiante puede no aumentar y, por lo tanto, la radiancia básica puede no aumentar.

## Extensión como un volumen en el espacio de fase

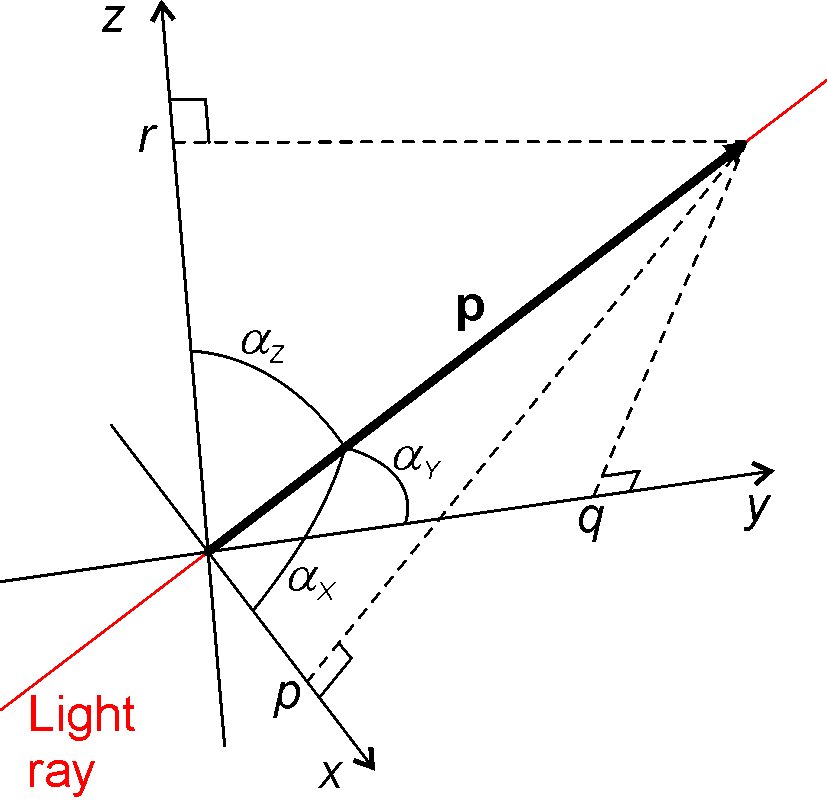
Momento óptico

En el contexto de la óptica hamiltoniana, en un punto del espacio, un rayo de luz puede estar completamente definido por un punto r = (x, y, z), un vector unidad v = (cos αX, cos αY, cos αZ) que indica su dirección y el índice de refracción n en el punto r. El momento óptico del rayo en ese punto está definido por
{\displaystyle \mathbf {p} =n(\cos \alpha _{X},\cos \alpha _{Y},\cos \alpha _{Z})=(p,q,r),}
donde | | p | | = n. La geometría del vector de momento óptico se ilustra en la figura "momento óptico".
En coordenadas esféricas p puede escribirse como
{\displaystyle \mathbf {p} =n\!\left(\sin \theta \cos \varphi ,\sin \theta \sin \varphi ,\cos \theta \right),}
a partir del cual
{\displaystyle \mathrm {d} p\,\mathrm {d} q={\frac {\partial (p,q)}{\partial (\theta ,\varphi )}}\mathrm {d} \theta \,\mathrm {d} \varphi =\left({\frac {\partial p}{\partial \theta }}{\frac {\partial q}{\partial \varphi }}-{\frac {\partial p}{\partial \varphi }}{\frac {\partial q}{\partial \theta }}\right)\mathrm {d} \theta \,\mathrm {d} \varphi =n^{2}\cos \theta \sin \theta \,\mathrm {d} \theta \,\mathrm {d} \varphi =n^{2}\cos \theta \,\mathrm {d} \Omega ,}
y por lo tanto, para un área infinitesimal dS= dx dy en el plano xy inmerso en un medio de índice de refracción n, la extensión viene dada por
{\displaystyle \mathrm {d} G=n^{2}\,\mathrm {d} S\cos \theta \,\mathrm {d} \Omega =\mathrm {d} x\,\mathrm {d} y\,\mathrm {d} p\,\mathrm {d} q,}
que es un volumen infinitesimal en el espacio de fase x, y, p, q. La conservación de la extensión en el espacio de fase es equivalente en óptica al Teorema de Liouville en mecánica clásica. El concepto de la extensión como volumen en el espacio de fase se usa comúnmente en óptica sin imagen.

## Concentración máxima

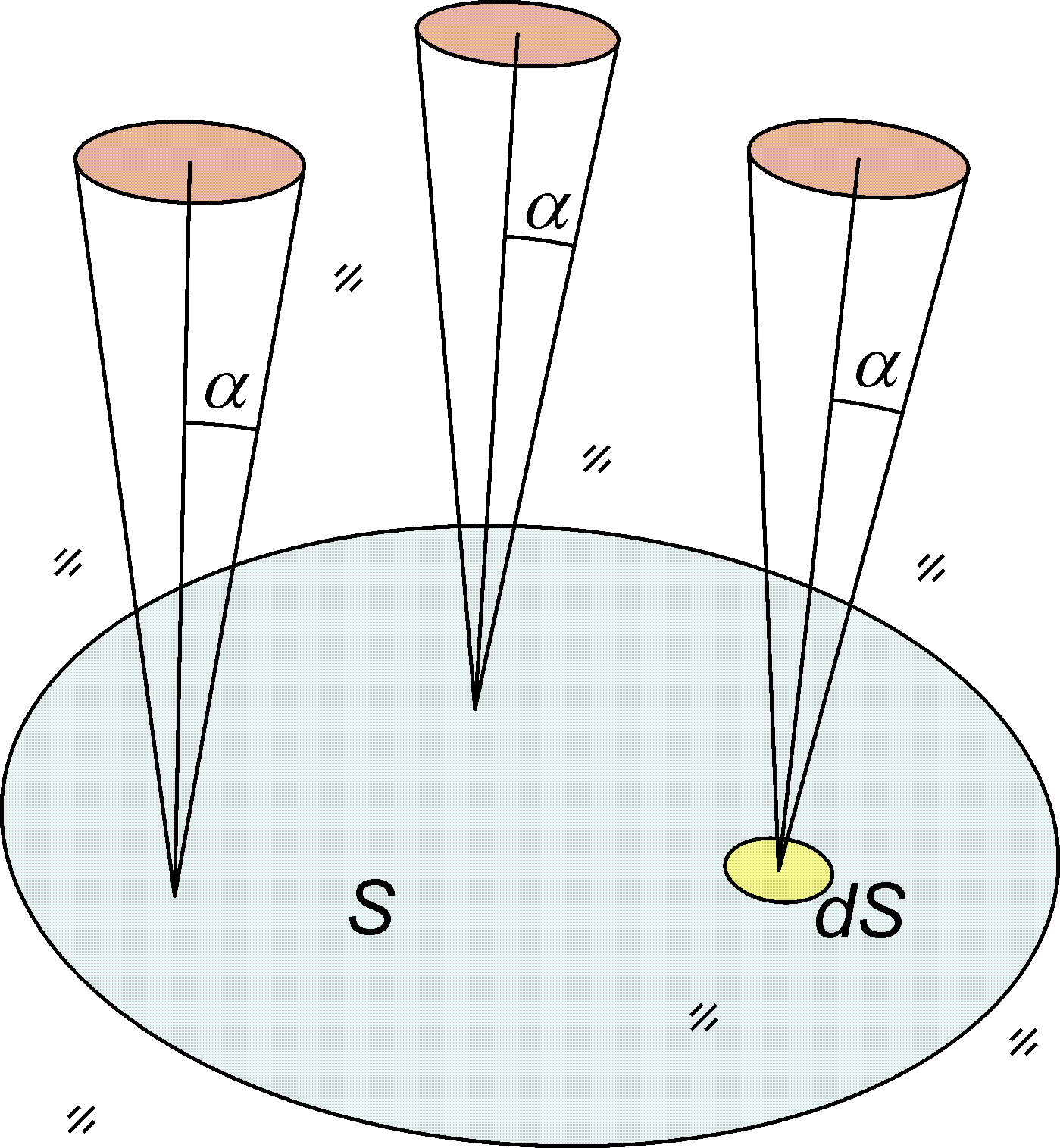
Extensión para un gran ángulo sólido.

Considérese una superficie infinitesimal dS, inmersa en un medio de índice de refracción n es atravesado por (o está emitiendo) luz dentro de un cono de ángulo α. La extensión de esta luz viene dada por
{\displaystyle \mathrm {d} G=n^{2}\,\mathrm {d} S\int \cos \theta \,\mathrm {d} \Omega =n^{2}dS\int _{0}^{2\pi }\!\int _{0}^{\alpha }\cos \theta \sin \theta \,\mathrm {d} \theta \,\mathrm {d} \varphi =\pi n^{2}\mathrm {d} S\sin ^{2}\alpha .}
Observando que n sin α es la apertura numérica NA del haz de luz, esto también se puede expresar como
{\displaystyle \mathrm {d} G=\pi \,\mathrm {d} S\,\mathrm {NA} ^{2}.}
Teniendo en cuenta que dΩ se expresa en coordenadas esféricas, si una superficie grande S es atravesada por (o emite) luz también confinada a un cono de ángulo α, la extensión del haz de luz S es
{\displaystyle G=\pi n^{2}\sin ^{2}\alpha \int \mathrm {d} S=\pi n^{2}S\sin ^{2}\alpha =\pi S\,\mathrm {NA} ^{2}.}

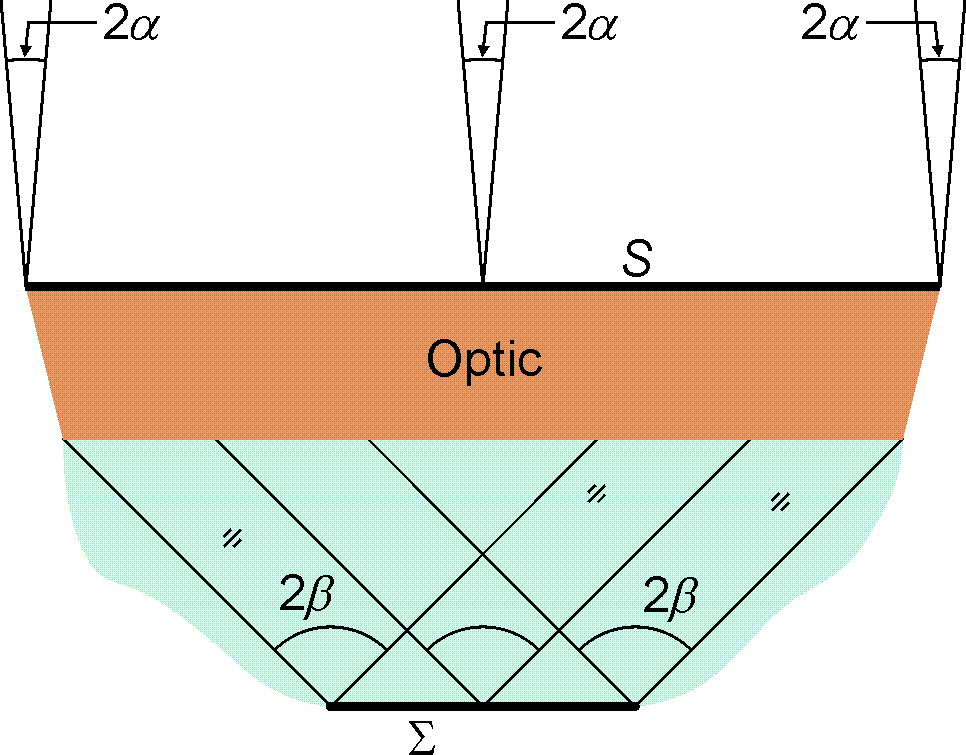
Extensión y concentración ideal.

El límite de concentración máxima es una óptica con una abertura de entrada S, en el aire (ni = 1) que recoge la luz dentro de un ángulo sólido de valor 2α (su ángulo de aceptancia) y la envía a una receptor de área Σ inmerso en un medio de índice de refracción n, cuyos puntos están iluminados dentro de un ángulo sólido de valor 2 β. De la expresión anterior, la extensión de la luz entrante es
{\displaystyle G_{\mathrm {i} }=\pi S\sin ^{2}\alpha }
y la extensión de la luz que llega al receptor es
{\displaystyle G_{\mathrm {r} }=\pi n^{2}\Sigma \sin ^{2}\beta .}
La conservación de la extensión Gi = Gr implica que
{\displaystyle C={\frac {S}{\Sigma }}=n^{2}{\frac {\sin ^{2}\beta }{\sin ^{2}\alpha }},}
donde C es la concentración de la óptica. Para una apertura angular dada α de la luz entrante, esta concentración será máxima para el valor máximo de sin β, que es β = π / 2. La máxima concentración posible es entonces
{\displaystyle C_{\mathrm {max} }={\frac {n^{2}}{\sin ^{2}\alpha }}.}
En el caso de que el índice de incidencia no sea la unidad, se tiene
{\displaystyle G_{\mathrm {i} }=\pi n_{\mathrm {i} }S\sin ^{2}\alpha =G_{\mathrm {r} }=\pi n_{\mathrm {r} }\Sigma \sin ^{2}\beta ,}
y entonces
{\displaystyle C=\left({\frac {\mathrm {NA} _{\mathrm {r} }}{\mathrm {NA} _{\mathrm {i} }}}\right)^{2},}
y en el mejor de los casos el límite de β = π/2, esto se convierte en
{\displaystyle C_{\mathrm {max} }={\frac {n_{\mathrm {r} }^{2}}{\mathrm {NA} _{\mathrm {i} }^{2}}}.}
Si el sistema óptico es un colimador en lugar de un concentrador, la dirección de la luz se invierte y la conservación de la extensión da la apertura mínima, S, para una salida dada de ángulo completo 2α.